# Meis
Meis es un municipio español de la provincia de Pontevedra, perteneciente a la comunidad autónoma de Galicia. Situado en pleno corazón de la comarca del Salnés, cuenta con una población de 4703 habitantes (INE 2024).

## Límites
Limita al norte con Villanueva de Arosa y Portas, al este con Barro y Pontevedra, al sur con Poyo y Meaño y al oeste con Ribadumia. Meis es el municipio más extenso de la comarca del Salnés.

## Historia
Hacia mediados del siglo XIX, el municipio tenía contabilizada una población de 3698 habitantes. Aparece descrito en el undécimo volumen del Diccionario geográfico-estadístico-histórico de España y sus posesiones de Ultramar de Pascual Madoz con las siguientes palabras:

MEIS: ayunt. en la prov. de Pontevedra (2 leg.), part. jud. de Cambados (1 1/2), aud. terr. y c. g. de la Coruña (16), dióc. de Santiago. sit. á la izq. del r. Umia, con libre ventilacion, clima templado y saludable. Comprende las felig.de Armentera, Sta. Maria; Meis, San Martin (cap.); Meis, San Salvador; Nogueira, San Lorenzo; Nogueira, Sto. Tomé; Nogueira, San Vicente; y Paradela, Sta. Maria. Confina el térm. municipal por N. y O. por el de Cambados; por E. con el de Berducido; y por S. con el de Meaño. El terreno es de buena calidad, y comprende hácia el SE. el monte denominado Castrove, de cuyas faldas salen varios riach. que van á desaguar en el citado r. Umia. Los caminos son vecinales y en regular estado, atravesando tambien por este distrito uno que desde el puente de Arnelas sobre el indicado r. se dirige á la cap. de prov., de la cual se recibe el correo por balijero. prod.: trigo, maiz, centeno, cebada, vino, patatas, legumbres, hortaliza, y todo género de frutas; hay ganado de varias clases siendo el preferido el vacuno; y caza de liebres, conejos, perdices y codornices. ind.: la agrícola, molinos harineros, y telares de lienzos ordinarios. pobl.: 934 vec., 3,698 alm. riqueza imp.: 234,394 rs. contr.: 48,830 rs.
(Madoz, 1848, pp. 355-356)

## Geografía humana

### Demografía
Cuenta con una población de 4703 habitantes (INE 2024).
| Gráfica de evolución demográfica de Meis entre 1842 y 2021                                                            |
| |
| Población de derecho según los censos de población del INE. Población de hecho según los censos de población del INE. |

### Parroquias
Parroquias que forman parte del municipio:
- Armenteira[5] (Santa María)[6]
- Meis (San Martín)[5]
- Nogueira (San Lorenzo)[5]
- Paradela (Santa María)[6]
- San Salvador de Meis[5]
- Santo Tomé de Nogueira[5]
- San Vicente de Nogueira[5]

## Patrimonio
- Monasterio de Armenteira: Fundado por un monje (Ero), su construcción data del siglo XII. Arquitectónicamente, aunque su construcción es austera, cabe destacar el gran rosetón central que decora la fachada.

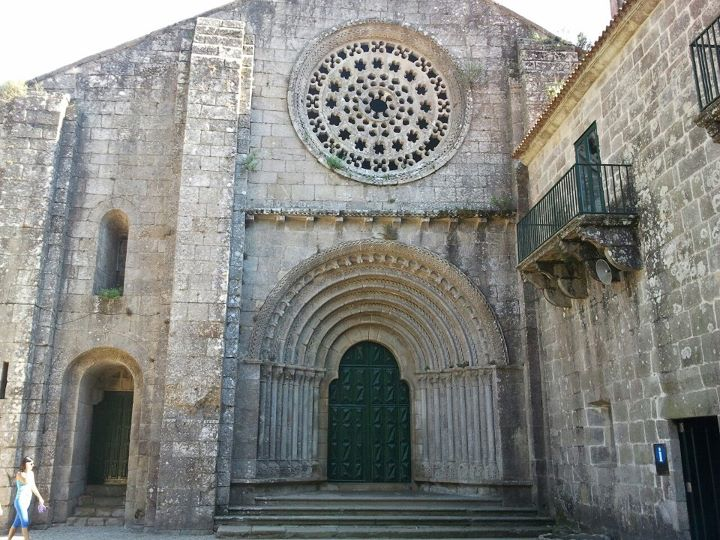
Fachada del monasterio, donde se ve el rosetón.
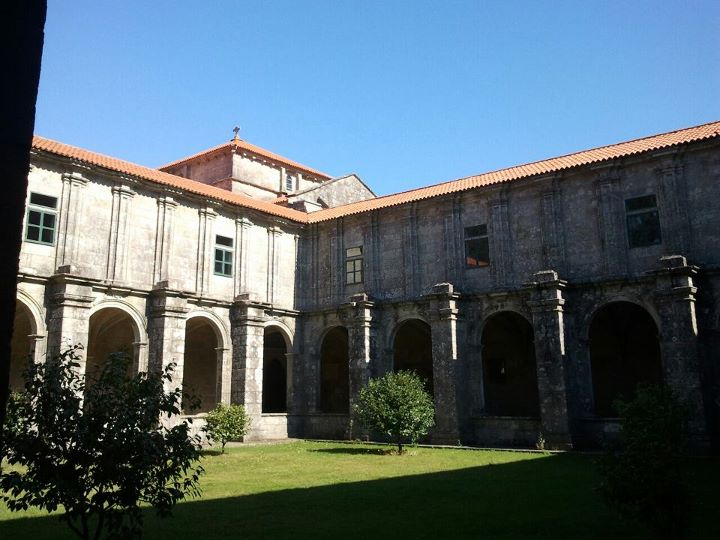
Claustro del monasterio.

- Capilla de Mosteiro: Capilla de estilo románico, presenta una inscripción en el arco triunfal donde se lee la fecha de construcción: 1150. Tiene un ábside semicilíndrico con ventanas de anchas arquivoltas y hermosos canecillos. Los capiteles interiores se adornan con hojas de acanto y los exteriores con motivos de cestería. Perteneció primero a un monasterio benedictino y, a partir del siglo XVI, a la Orden de los Caballeros de San Juan.[7]

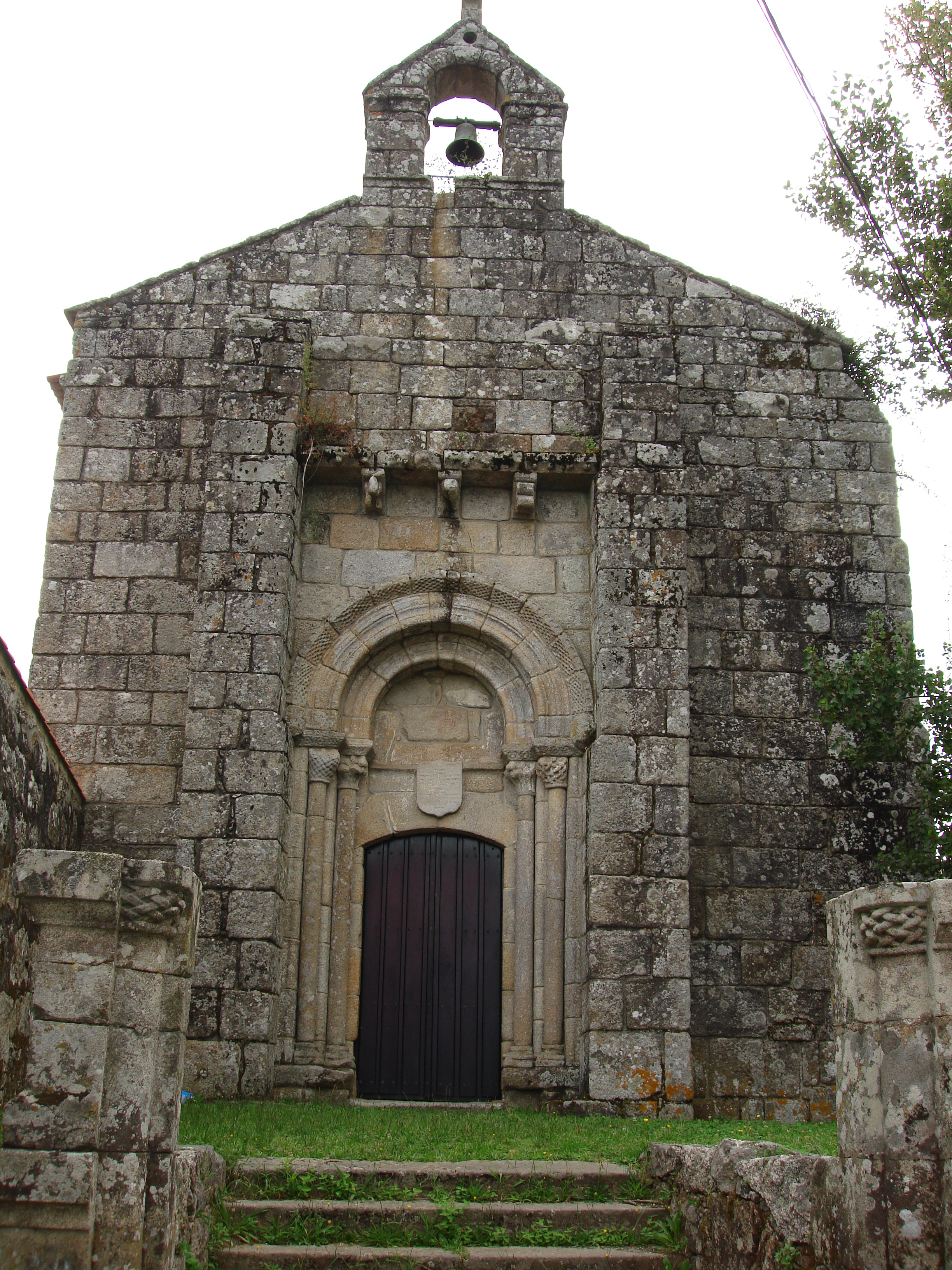
Fachada de la capilla de Mosteiro, en Meis.

- Restos prehistóricos: En el monte Castrove se encuentran gran parte de estos restos. De la etapa Neolítica, los dólmenes como el de Casiña da Moura (Armenteira). En la edad de bronce destacamos petroglifos como el de Outeiro do Cribo (Armenteira), que datan del año 1000 a. C. y que representan laberintos, ciervos, círculos y hombres a caballo. También podemos encontrar restos celtas en otras parroquias como San Martiño y Paradela.

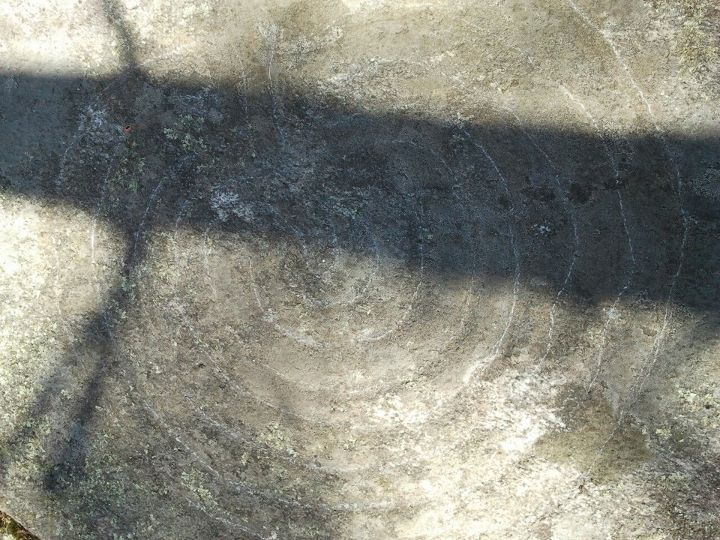
Outeiro do Cribo (Armenteira).
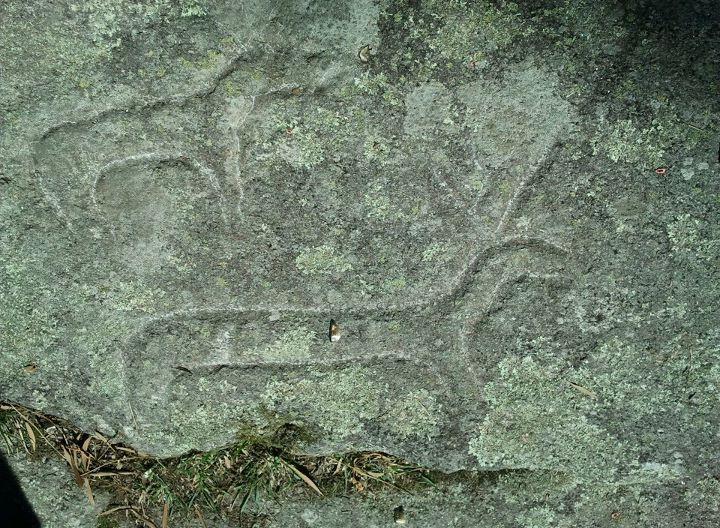
Outeiro do Cribo (Armenteira).

## Corporación Municipal
| Resultado elecciones municipales del 26 de mayo de 2019 en Meis |       |            |            |
| Nombre                                                          | Votos | Porcentaje | Concejales |
| Partido Popular de Galicia                                      | 1.345 | 44.73%     | 5          |
| Partido dos Socialistas de Galicia                              | 1.184 | 39.37%     | 5          |
| Bloque Nacionalista Galego                                      | 276   | 9.18%      | 1          |